# فانی واگو
فانی واگو (مجاری: Vágó Fanny؛ زادهٔ ۲۳ ژوئیهٔ ۱۹۹۱) بازیکن فوتبال اهل مجارستان است.
وی همچنین در تیم ملی فوتبال زنان مجارستان بازی کرده‌است.